# Calyptronoma
Genre
Classification phylogénétique
Espèces de rang inférieur
- Calyptronoma occidentalis
- Calyptronoma plumeriana
- Calyptronoma rivalis

Calyptronoma est un genre de la famille des Arecaceae (Palmiers) comprenant des espèces natives des Grandes Antilles.

## Classification
- Sous-famille des Arecoideae
  - Tribu des Geonomateae

Le genre Calyptronoma partage sa sous-tribu avec 5 autres genres :  Asterogyne, Geonoma, Calyptrogyne, Pholidostachys, Welfia .

## Espèces
- Calyptronoma occidentalis
- Calyptronoma plumeriana
- Calyptronoma rivalis